# P560 Ravnen
P560 Ravnen (ravn) var et dansk patruljefartøj af Flyvefisken-klassen benyttet af Søværnet. Efter omorganiseringen af eskadrerne i 2004 og frem til udfasningen i 2010 hørte skibet under division 24 (missilfartøjsdivisionen) i 2. Eskadre. Ravnen har desuden deltaget i flere internationale operationer såsom UNIFIL og Operation Active Endeavour.
Skibet er siden hen blevet solgt til Marinha Portuguesa for 1 million euro i 2014 hvor det har fået navnet P591 Douro. Skibet skal ombygges til at møde de portugisiske behov ved det statsejede værft Arsenal do Alfeite for 6 millioner euro.
Tidligere har to andre skibe båret navnet Ravnen i dansk tjeneste:
- Ravnen (jagt, 1762-1814)
- P560 Ravnen (torpedobåd, 1953-1962) – (Kriegsmarines S97)